# Parque nacional de Kuapnit Balinsasayao
El Parque nacional de Kuapnit Balinsasayao es un área protegida de las Filipinas situada en los municipios de Abuyog y Baybay en Leyte, Bisayas Orientales. El parque cubre un área de 364 hectáreas en lo profundo de las selvas montañosas de la isla de Leyte a unos 60 kilómetros al sur de Tacloban a través de la Carretera Maharlika. Fue declarado parque nacional en 1937 en virtud de la Proclamación N º 142.